# 卡佩利亚德斯
卡佩利亚德斯，是西班牙加泰罗尼亚巴塞罗那省的一个市镇。总面积3平方公里，总人口4881人（2001年），人口密度1627人/平方公里。